# Zwartborstvechtkwartel
De zwartborstvechtkwartel (Turnix melanogaster) is een vogel uit de familie Turnicidae (Vechtkwartels).

## Verspreiding en leefgebied
Deze soort is endemisch in oostelijk Australië.

## Status
De grootte van de populatie is in 2021 geschat op 4800 volwassen vogels. Op de Rode lijst van de IUCN heeft deze soort de status kwetsbaar.